# L'immigrante
L'immigrante (The Immigrant) è un film muto del 1915 diretto da George Melford. È il primo film dell'attrice teatrale Valeska Suratt.

## Trama
Masha, una giovane emigrante russa che sta andando in America, viene difesa da un passeggero di seconda classe, l'ingegnere David Harding, dalle molestie di un passeggero di prima, J. J. Walton, un appaltatore e boss politico che, dopo la sbarco, segue la ragazza fino a casa di sua sorella Olga. Il marito di Olga, John, però, è un uomo brutale e cinico e, volendo togliersela di torno, la costringe ad accettare di lavorare come domestica a casa di Walton. L'uomo, la prima notte che Masha passa a casa sua, fa irruzione nella sua stanza, facendola fuggire. Ma poi, dopo che le ha promesso di darle un'educazione e di sposarla, lei accetta di diventare la sua amante. Nel frattempo, David ha ottenuto, a scapito di Walton, un contratto governativo per la costruzione di una grande diga in Arizona. Walton e i suoi progettano di far saltare la diga e, ricattando Masha, Walton la induce ad attirare David alla diga. L'esplosione provoca la fuoriuscita dell'acqua contenuta nel bacino della diga: l'inondazione che ne segue distrugge la casa da cui Walton controllava l'operazione, uccidendolo. David, dopo avere salvato una bambina, viene trovato svenuto. Quando rinviene, lui e Masha confessano di amarsi.

## Produzione
Il film fu prodotto dalla Jesse L. Lasky Feature Play Company.
L'attrice Valeska Suratt disegnò personalmente gli abiti che indossò nel film.

## Distribuzione
Il copyright del film, richiesto dalla Jesse L. Lasky Feature Play Co., Inc., fu registrato l'8 dicembre 1915 con il numero LU7165.
Distribuito dalla Paramount Pictures, il film uscì nelle sale cinematografiche statunitensi il 20 dicembre 1915 presentato da Jesse L. Lasky. In Italia uscì nel 1921 distribuito dalla S.C.I..
Non si conoscono copie ancora esistenti della pellicola che viene considerata presumibilmente perduta.